# Maria Helena de Freitas
Maria Helena de Freitas (1958 en Lisboa, Portugal), es historiadora de arte, crítica de arte y mecenas. Colabora con el Centro Arte Moderno de la Fundación Calouste Gulbenkian (CAM), en Lisboa, desde finales de los 80. Esta colaboración fue interrumpida de 2010 a 2013, periodo en que asumió la dirección de la Casa das Histórias Paula Rego, en Cascais, Portugal.

## Biografía
La primera exposición que cedió al CAM fue la del pintor António Dacosta en 1988. Desde entonces organizó exposiciones dedicadas a artistas portugueses como Joaquim Bravo (Trinta e cinco desenhos de Joaquim Bravo, 1988), António Palolo (Antonio Palolo, 1989), Ernesto de Sousa (con Miguel Wandschneider, Ernesto de Sousa: Revolution my body, 1998), Amadeo de Souza-Cardoso (con Catarina Alfaro, Amadeo de Souza Cardoso: Diálogo de vanguardas, 2007), entre otras.
La exposición de Amadeo de Souza Cardoso: Diálogo de vanguardas, presentó la obra del mismo en interacción con las obras de artistas de la época, tales como Amedeo Modigliani, André Derain, Fernand Léger, Kasimir Malevitch, Marcel Duchamp y Pablo Picasso entre otros.

## Casa das Histórias Paula Rego
Bajo la dirección de Maria Helena de Freitas se realizaron las siguientes exposiciones en la Casa das Histórias Paula Rego:
- 2013 As Óperas e a Colecção (del 17 mayo al 13 octubre)
- 2012 Paula Rego - Mood/Humor (del 1 marzo al 24 junio)
- 2012 Bruno Pacheco - Mar e Campo em três momentos (del 1 marzo al 24 junio)
- 2012 A Fonte das Palavras (del 13 diciembre al 5 de mayo de 2013)
- 2012 A Dama Pé de Cabra - Paula Rego y Adriana Molder (del 7 julio al 28 octubre)
- 2012  Innervisions / Remontagem de la colección + Dark Skies de Pedro Calapez (del 7 julio al 5 de mayo de 2013)
- 2011 O corpo tem mais cotovelos (del 7 julio al 21 de febrero de 2012)
- 2011 Oratório (del 7 julio al 5 de febrero de 2012)
- 2011  Os Anos da Proles Wall (del 10 febrero al 30 junio)
- 2011 My Choice - Obras seleccionadas por Paula Rego en la Colección de British Council (del 10 febrero al 12 de junio de 2011)
- 2010 Paula Rego Anos 70 - Contos Populares e Outras Histórias (del 9 septiembre al 16 de enero de 2011)
- 2010 Victor Willing: Uma Retrospectiva (del 9 septiembre al 2 de enero de 2011)